# Double Pump 女子籃球誌
Double Pump 女子籃球誌是一家推廣傳播女子籃球資訊的台灣媒體，由就讀台灣大學社會研究所的潘郡瑤與其政治大學時期的校隊隊友，賴思涵和宋亭軒、李德郁，於2014年成立。因為其專門報導運動中的性别少數，被稱作「努力開拓更多的女性在運動媒體場域中的話語權」的新媒體。

## 外部連結
- 官方网站